# Resolutie 380 Veiligheidsraad Verenigde Naties
Resolutie 380 van de Veiligheidsraad van de Verenigde Naties werd op 6 november 1975 bij consensus aangenomen.

## Achtergrond
In de jaren 1970 legden Marokko en Mauritanië een claim op het Spaanse territorium Westelijke Sahara, dat zelf onafhankelijkheid nastreefde. Marokko legitimeerde zijn aanspraak op basis van historische banden met het gebied. In november 1975 organiseerde de Marokkaanse koning Hassan II een mars naar de Westelijke Sahara waaraan 350.000 van zijn landgenoten deelnamen. 
De opzet om Spanje onder druk te zetten slaagde. Nadat Spanje het gebied opgaf, bezette Marokko er twee derde van. Het land bleef in conflict met Polisario, dat met steun van Algerije de onafhankelijkheid bleef nastreven.

## Inhoud
De Veiligheidsraad:
- Constateert bezorgd dat de situatie in de Westelijke Sahara erg is achteruitgegaan.
- Betreurt dat ondanks de resoluties 377 en 379 en de oproep aan de koning van Marokko de geplande mars naar de Westelijke Sahara toch heeft plaatsgevonden.
- Handelend op basis van de voornoemde resoluties:

1. Betreurt het doorgaan van de mars.
2. Roept Marokko op alle deelnemers aan de mars onmiddellijk uit de Westelijke Sahara terug te trekken.
3. Roept Marokko en de andere betrokkenen op om voluit samen te werken met de secretaris-generaal in de uitvoering van diens mandaat.

## Verwante resoluties
- Resolutie 377 Veiligheidsraad Verenigde Naties
- Resolutie 379 Veiligheidsraad Verenigde Naties
- Resolutie 621 Veiligheidsraad Verenigde Naties (1988)
- Resolutie 658 Veiligheidsraad Verenigde Naties (1990)

Lijst ·  367 ·  368 ·  369 ·  370 ·  371 ·  372 ·  373 ·  374 ·  375 ·  376 ·  377 ·  378 ·  379 ·  380 ·  381 ·  382 ·  383 ·  384